# Linia de succesiune la tronul Țărilor de Jos
Constituția din 1814 stabilea ca fiul cel mare al monarhului îi va succeda (sau nepotul său) urmat de fratele monarhului și de fiul acestuia. În cazul în care din diferite motive nu exita un moștenitor pe linie masculină, atunci cea mai mare fiică a monarhului putea urma la tron. Constituția din 1887 a schimbat ordinea la succesiune, fiica cea mare a monarhului având prioritate în fața fratelui monarhului.
În 1884 ultimul moștenitor pe linie masculină al regelui William al III-lea a murit, iar Prințesa Wilhelmina a devenit moștenitoarea tronului. William al III-lea era de asemenea și Mare Duce de Luxemburg, însă în Luxemburg se aplica Legea Salică, așa încât William a fost succedat de Adolphe, o rudă îndepărtată. După 1884 în Țările de Jos nu s-a mai născut nici un moștenitor pe linie masculină până în 1967. În 1983, olandezii au adoptat sistemul primogeniturii absolute: tronul este moștenit de întâiul născut al monarhului, indiferent de sex.
În 1992 constituția a fost modificată, pentru a limita ordinea succesiunii la tron la trei grade de rudenie de monarhul în funcție.

## Ordinea succesiunii la tron

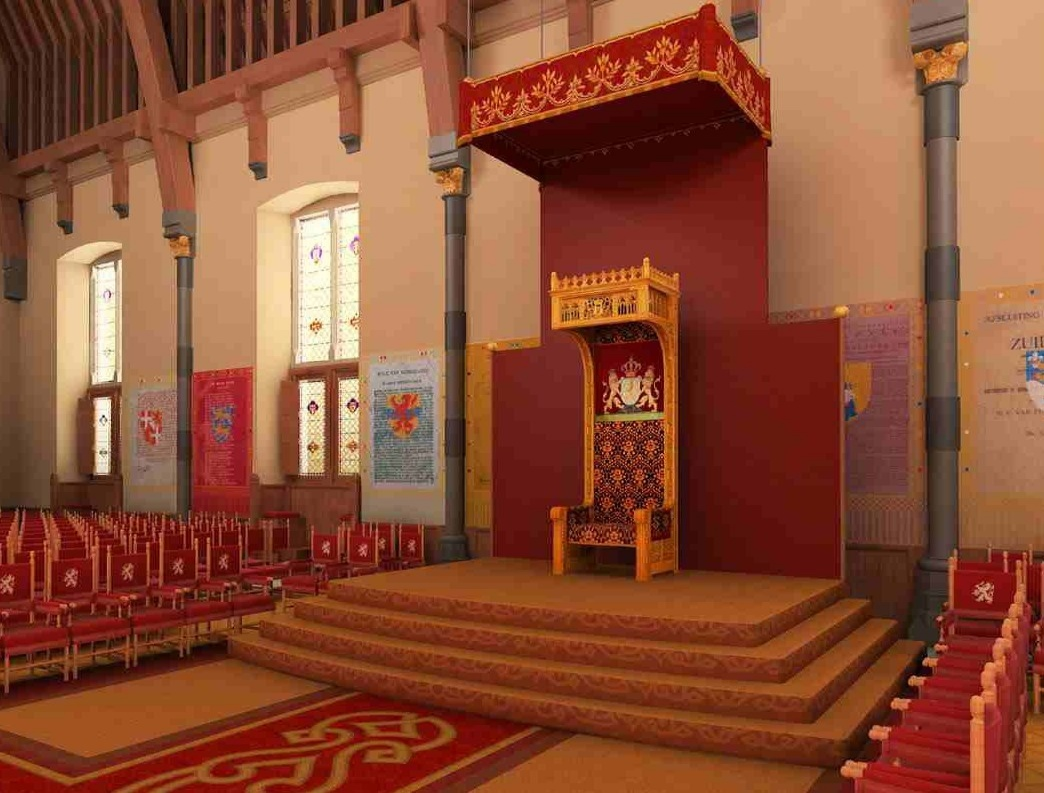
Tronul din Ridderzaal, de unde monarhul olandez oferă Discursul Tronului de Ziua Prințului.

- MS Regina Juliana (1909-2004)
  -  MS Regina Beatrix (n. 1938)
    -  MS Regele Willem-Alexander (n. 1967)
      - (1) Prințesa Catharina-Amalia (n. 2003)
      - (2) Prințesa Alexia (n. 2005)
      - (3) Prințesa Ariane (n. 2007)

    - (4) Prințul Constantijn (n. 1969)
      - (5) Contesa Eloise de Orania-Nassau (n. 2002)
      - (6) Contele Claus-Casimir de Orania-Nassau (n. 2004)
      - (7) Contesa Leonore de Orania-Nassau (n. 2006)

  - (8) Prințesa Margriet (n. 1943)
    - Prințul Maurits de Orania-Nassau (n. 1968)
      - Anastasia van Lippe-Biesterfeld van Vollenhoven (n. 2001)
      - Lucas van Lippe-Biesterfeld van Vollenhoven (n. 2002)
      - Felicia van Lippe-Biesterfeld van Vollenhoven (n. 2005)

    -  Prințul Bernhard de Orania-Nassau (n. 1969)
      - Isabella van Vollenhoven (n. 2002)
      - Samuel van Vollenhoven (n. 2004)
      - Benjamin van Vollenhoven (n. 2008)